# استو، لینکلن‌شر
استو (به انگلیسی: Stow) یک روستا و محله مدنی در بریتانیا است که در West Lindsey واقع شده‌است. استو ۳۶۵ نفر جمعیت دارد.